# Paula Flach
Paula Flach (* 2. Mai 2003 in Fulda) ist eine deutsche Fußballspielerin, die bei der SGS Essen unter Vertrag steht.

## Karriere

### Vereine
Flach begann in Schlitz beim Stadtteilverein FSV Pfordt mit dem Fußballspielen. Im weiteren Verlauf gehörte sie dem JFV Viktoria Fulda an, bevor sie in die Jugendabteilung des VfL Wolfsburg gelangte. Für die B-Jugendmannschaft bestritt sie zuletzt in der Saison 2019/20 13 Punktspiele in der Staffel Nord/Nordost der B-Juniorinnen-Bundesliga, wobei ihr ein Tor gelang.
Zur Saison 2020/21 rückte sie in die zweite Mannschaft auf, für die sie bis zum Saisonende 2021/22 33 Punktspiele in der Gruppe Nord der seinerzeit zweigleisigen und in der anschließenden eingleisigen 2. Bundesliga bestritt. Ihr Debüt im Seniorinnenbereich gab sie zum Saisonauftakt am 4. Oktober 2020 bei der 2:3-Niederlage im Heimspiel gegen RB Leipzig als Einwechselspielerin in der 73. Minute.
Zur Saison 2022/23 wurde sie vom MSV Duisburg verpflichtet. In ihrer ersten Saison bestritt sie 21 von 22 Saisonspielen und avancierte von Beginn an zur Stammspielerin. Ihr Debüt in der Bundesliga gab sie zum Saisonauftakt am 18. September 2022 bei der 0:1-Niederlage im Heimspiel gegen Bayer 04 Leverkusen über 90 Minuten.
Am 30. April 2024 wurde ihre Verpflichtung zur Saison 2024/25 zur SGS Essen auf der Vereins-Website öffentlich.

### Auswahlmannschaft
Flach kam als Spielerin der Auswahlmannschaft des Hessischen Fußball-Verbandes der Altersklasse U14 (2017) und U16 (2018 und 2019), sowie als Spielerin der U18-Auswahlmannschaft des Niedersächsischen Fußballverbandes (2019) in insgesamt 15 Turnierspielen um den DFB-Länderpokal an der Sportschule Wedau in Duisburg zum Einsatz.